# Phoebe Mills
Phoebe Lan Mills (Northfield, 2 novembre 1972) è un'ex ginnasta statunitense, vincitrice di una medaglia di bronzo ai Giochi olimpici di Seul 1988.

## Biografia
Prima di avvicinarsi alla ginnastica, Mills era attiva nel pattinaggio di velocità su ghiaccio, suo fratello Nathaniel ha gareggiato nel pattinaggio di velocità a Albertville 1992, Lillehammer 1994 e Nagano 1998, mentre sua sorella Jessica, pattinatrice di figura, vinse nel 1989 i Campionati mondiali juniores di pattinaggio di figura.
Fu allenata da Marta e Béla Károlyi a Houston, partecipando al primo campionato nazionale nel 1983, classificandosi ottava. Partecipò al suo unico Mondiale nel 1987 e, a causa di una distorsione, non prese parte ai Giochi panamericani di quell'anno. Riscattò tutto nel 1988 vincendo qualsiasi competizione a livello nazionale venendo anche candidata al Premio James E. Sullivan e trionfando anche alle selezioni olimpiche che le permetteranno di arrivare in Corea del Sud.
A Seul 1988, si classificò quindicesima nel concorso generale, riuscì comunque a garantirsi tre finali di attrezzo, molto più delle altre compagne di squadra, vincendo la medaglia di bronzo nella trave. Ciò comportò l'inserimento, nel 2000, nella U.S. Gymnastics Hall of Fame.
Lasciata la ginnastica si diede prima ai tuffi durante gli anni presso l'Università di Miami e poi allo snowboard, ritrovandosi tra i giudici alle Olimpiadi invernali di Soči 2014.
Nel 2004 consegue la laurea presso la Scuola di legge del Vermont con studi sulle leggi ambientali.

## Palmarès
| Anno | Manifestazione  | Sede | Evento | Risultato | Prestazione | Note |
| ---- | --------------- | ---- | ------ | --------- | ----------- | ---- |
| 1988 | Giochi olimpici | Seul | Trave  | Bronzo    | 19,837 p.   |      |

## Campionati nazionali
1987
- Bronzo in American Cup a Fairfax

1988
- Oro in American Cup a Fairfax